# Neoscutopterus
Neoscutopterus es un género de coleóptero adéfago de la familia Dytiscidae. 

## Especies
- Neoscutopterus angustus
- Neoscutopterus hornii	(Crotch 1873)